# Ron Jarzombek
Ron Jarzombek es un guitarrista de metal progresivo y metal técnico de Estados Unidos. Ha participado en distintas bandas y proyectos, como S.A.Slayer, Watchtower, Spastic Ink y Gordian Knot, entre otros. Actualmente es miembro de la banda Blotted Science.

## Biografía
En 1983, Jarzombek se unió a la banda S.A.Slayer, luego de la salida del guitarrista Art Villareal. Con la banda graban el álbum Go For The Throat en 1984, aunque publicado en 1987. Luego de la separación de la banda, en 1986 Jarzombek reemplaza a Billy White en Watchtower, donde publican el álbum Control and Resistance en 1989.
Luego trabajó en Spastic Ink junto a su hermano Bobby Jarzombek y Pete Perez, y en presentaciones en vivo de diferentes bandas. También da clases de guitarra en San Antonio, Texas.
Su actual banda llamada, Blotted Science, es una banda de metal extremo progresivo instrumental con influencias de death metal. Los otros integrantes son Alex Webster, bajista de Cannibal Corpse, y Hannes Grossmann, baterista de Alkaloid.

## Discografía
- 1987: S.A.Slayer - Go For The Throat
- 1989: Watchtower - Control and Resistance
- 1999: Gordian Knot - Gordian Knot
- 2001: Spastic Ink - Ink Complete
- 2002: Ron Jarzombek - Solitarily Speaking of Theoretical Confinement
- 2003: Bobby Jarzombek - Performance and Technique
- 2004: Spastic Ink - Ink Compatible
- 2007: Blotted Science - The Machinations of dementia - (Jarzombek/Webster/Zeleny)
- 2009: Obscura - Cosmogenesis (solo de guitarra en canción 9)
- 2009: Ron Jarzombek - PHHHP! Plus
- 2011: Blotted Science - The Animation of entomology - (Jarzombek/Webster/Grossman)
- 2012: Ron Jarzombek - Beyond Life and Cosmic Kinetics